# Tiếng Sunda
Tiếng Sunda (Basa Sunda) là ngôn ngữ của khoảng 42 triệu dân từ 1/3 phía tây của đảo Java và khoảng 15% dân số Indonesia.
Ngôn ngữ này được phân loại nằm trong nhánh phía Tây của nhóm Malay-Polynesia trong ngữ hệ Nam Đảo và có nhiều phương ngữ dựa trên các nhóm dân ở:
- Banten,
- Bogor,
- Priangan,
- Cirebon.

Priangan, chiếm phần lớn diện tích của Sunda, là phương ngữ chính của tiếng Sunda được dạy ở bậc tiểu học cho đến trung học phổ thông (tương đương với lớp mười hai) ở Tây Java và tỉnh Banten.

## Chữ viết
Tiếng Sunda được viết bằng các hệ thống chữ viết khác nhau trong suốt lịch sử. Trong thời kỳ đầu của Ấn Độ giáo-Phật giáo, chữ Vatteluttu và Nāgarī đã được sử dụng. Người Sunda sau đó đã phát triển bảng chữ cái của riêng họ, chữ Sunda cổ (Aksara Sunda Kuno). Sau sự xuất hiện của đạo Hồi, chữ Pegon cũng được sử dụng, thường dùng cho mục đích tôn giáo. Chữ Latinh sau đó bắt đầu được sử dụng sau khi người châu Âu đến đây. Trong thời hiện đại, hầu hết văn học Sunda được viết bằng chữ Latinh. Chính quyền khu vực Tây Java và Banten hiện đang thúc đẩy việc sử dụng chữ Sunda chuẩn (Aksara Sunda Baku) ở những nơi công cộng và biển báo đường bộ. Chữ Pegon vẫn được sử dụng chủ yếu bởi pesantren (trường nội trú Hồi giáo) ở Tây Java và Banten hoặc trong văn học Hồi giáo Sunda.

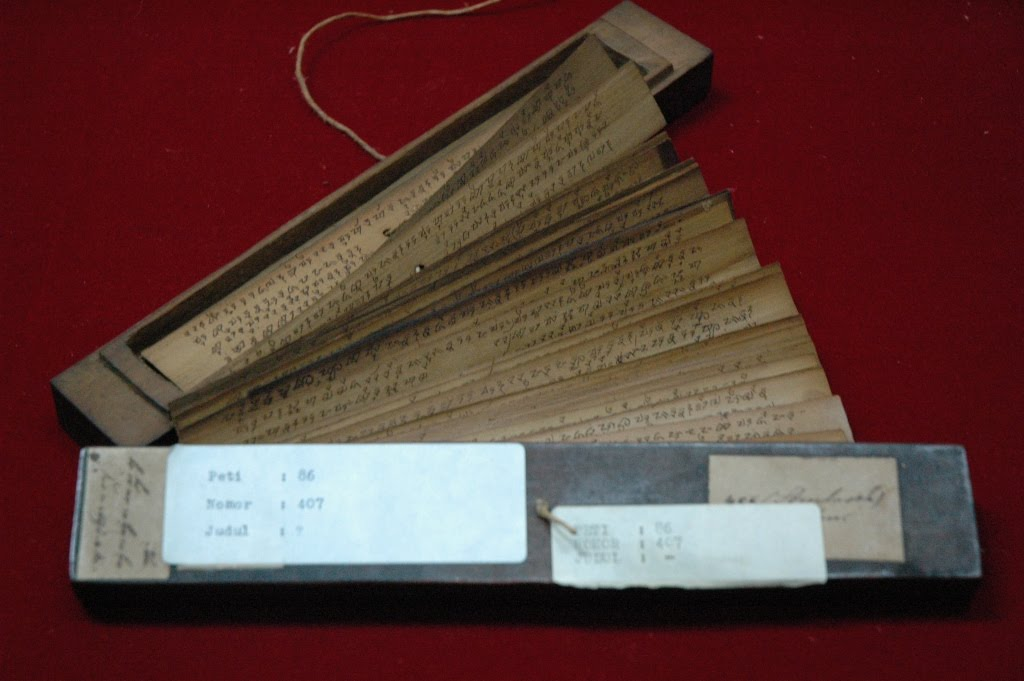
Một bản thảo lá cọ tiếng Sunda viết bằng chữ Sunda
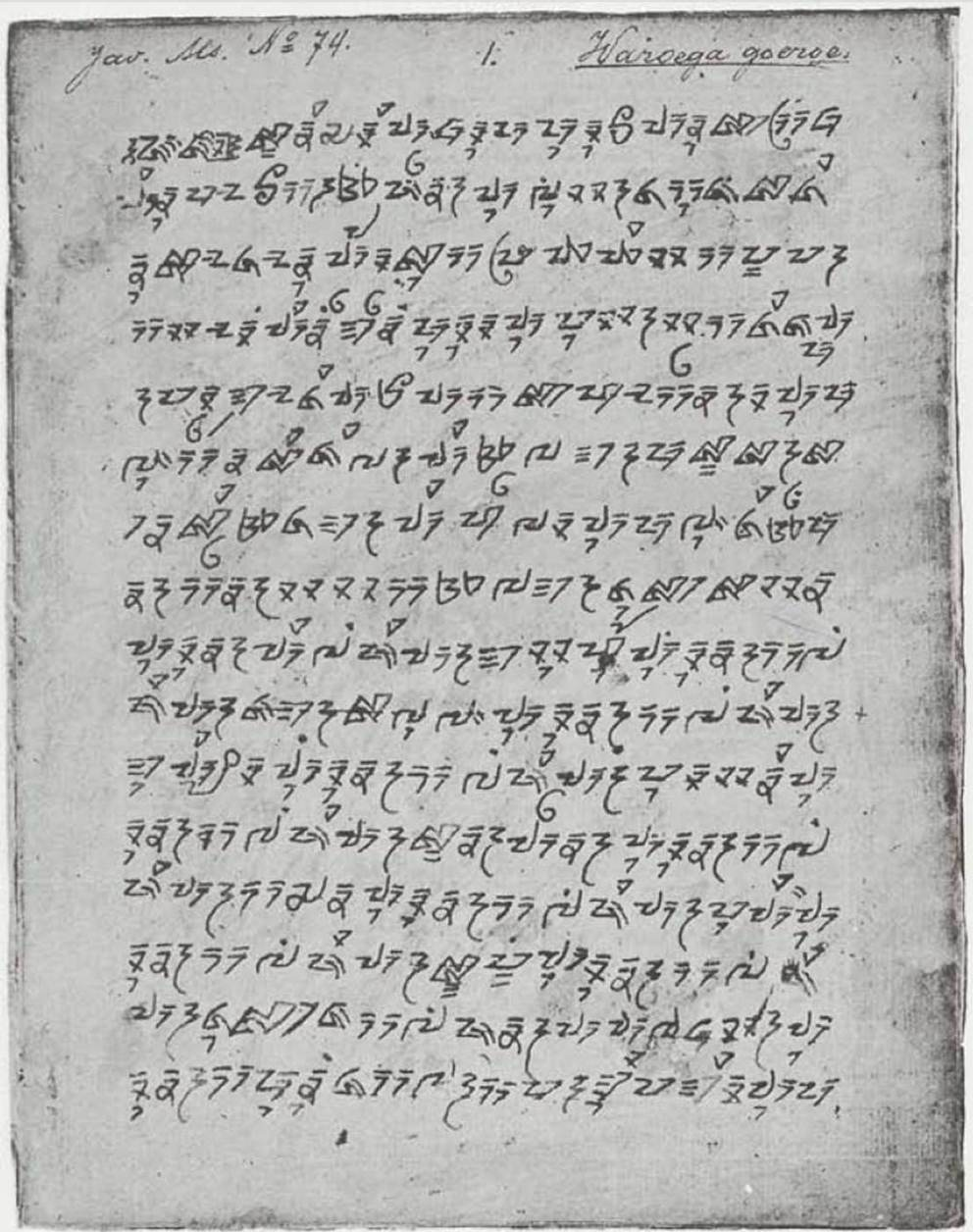
Trang đầu tiên từ bản thảo của Carita Waruga Guru sử dụng chữ Sunda cổ
Aksara Sunda (chữ Sunda)

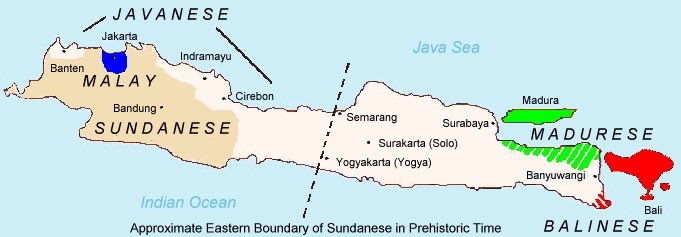
Ngôn ngữ được nói ở Java.

| Bảng Unicode Sunda Official Unicode Consortium code chart: Sundanese Version 13.0 |   |   |   |   |   |   |   |   |   |   |   |   |   |   |   |   |
|                                                                                   | 0 | 1 | 2 | 3 | 4 | 5 | 6 | 7 | 8 | 9 | A | B | C | D | E | F |
| U+1B8x                                                                            | ᮀ  | ᮁ  | ᮂ  | ᮃ | ᮄ | ᮅ | ᮆ | ᮇ | ᮈ | ᮉ | ᮊ | ᮋ | ᮌ | ᮍ | ᮎ | ᮏ |
| U+1B9x                                                                            | ᮐ | ᮑ | ᮒ | ᮓ | ᮔ | ᮕ | ᮖ | ᮗ | ᮘ | ᮙ | ᮚ | ᮛ | ᮜ | ᮝ | ᮞ | ᮟ |
| U+1BAx                                                                            | ᮠ | ᮡ  | ᮢ  | ᮣ  | ᮤ  | ᮥ  | ᮦ  | ᮧ  | ᮨ  | ᮩ  | ᮪  | ᮫  | ᮬ  | ᮭ  | ᮮ | ᮯ |
| U+1BBx                                                                            | ᮰ | ᮱ | ᮲ | ᮳ | ᮴ | ᮵ | ᮶ | ᮷ | ᮸ | ᮹ | ᮺ | ᮻ | ᮼ | ᮽ | ᮾ | ᮿ |
| Sunda bổ trợ (Official Unicode Consortium code chart: Sundanese Supplement)       |   |   |   |   |   |   |   |   |   |   |   |   |   |   |   |   |
| U+1CCx                                                                            | ᳀ | ᳁ | ᳂ | ᳃ | ᳄ | ᳅ | ᳆ | ᳇ |   |   |   |   |   |   |   |   |